# Jerome Karle
Jerome Karle (Nova Iorque, 18 de junho de 1918 — Annandale, Virgínia, Estados Unidos, 6 de junho de 2013) foi um físico-químico estadunidense.

## Carreira
Doutorou-se em físico-química pela Universidade de Detroit em 1944, e foi diretor de pesquisa sobre estrutura da matéria no Laboratório Naval dos Estados Unidos em Washington. Nesse mesmo ano conheceu a sua esposa, também especialista em cristalografia e colaboradora na investigação de estruturas cristalinas moleculares de átomos leves, por análise dos correspondentes espectros de difração de raios-X, nêutrons e elétrons, mediante métodos originais.
Os resultados de tais estudos contribuíram de maneira decisiva ao melhor conhecimento de temas de química inorgânica como a determinação de raios iônicos e atômicos de átomos metálicos, de estruturas de complexos inorgânicos e compostos intermetálicos, e permitiram abordar numerosos problemas de física dos materiais.
Por esse trabalho a "Real Academia Sueca de Ciências" concedeu-lhe o Nobel de Química de 1985, compartilhado com Herbert Hauptman.